# Pădureni (Ciurila), Cluj

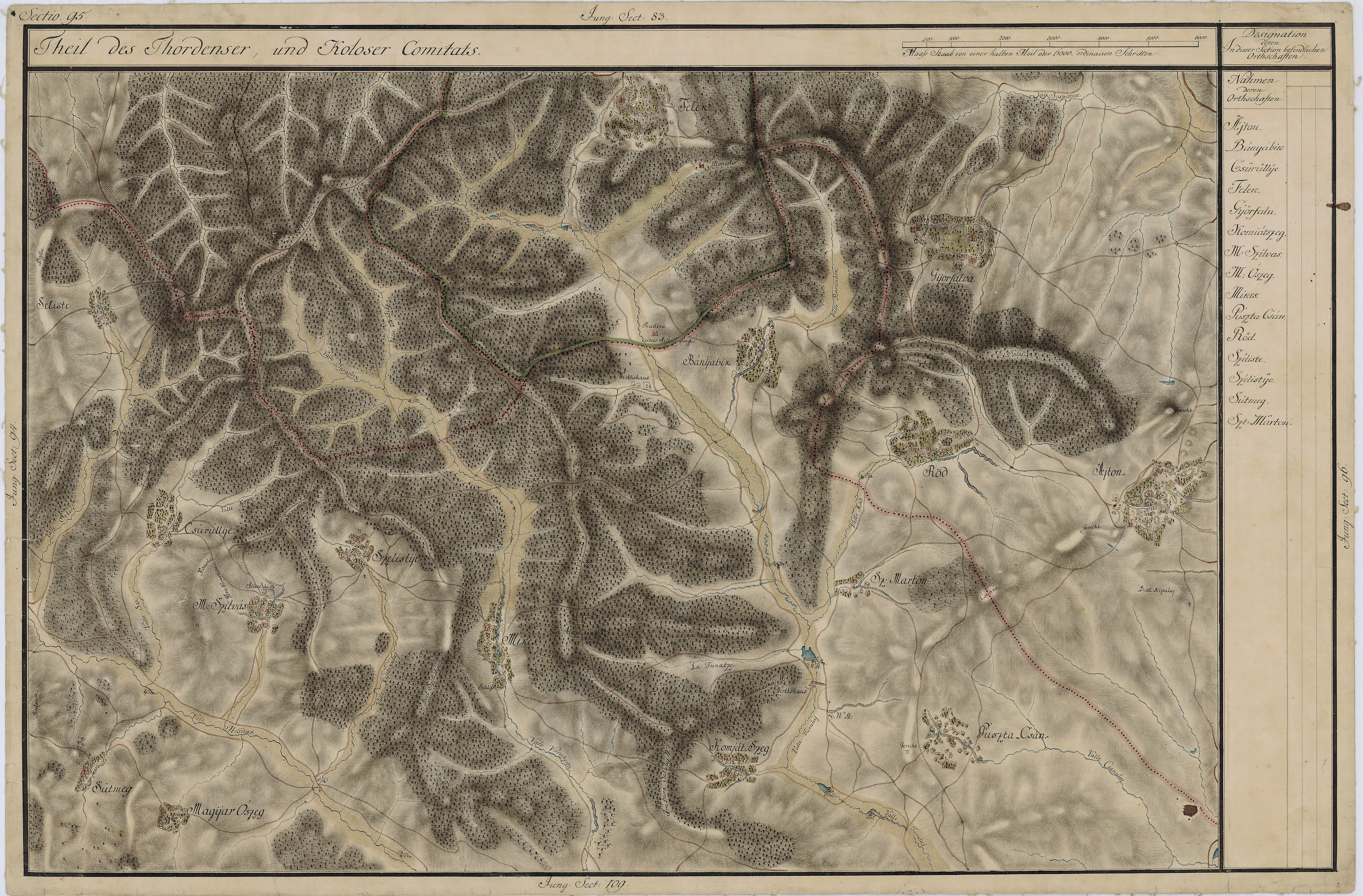
Pădureni (Ciurila) pe Harta Iosefină a Transilvaniei, 1769-1773 (Sectio 095)

Pădureni (în maghiară Magyaróság) este un sat în comuna Ciurila din județul Cluj, Transilvania, România. Cunoscută mai demult cu numele de Măierău sau Muerău.
Pe Harta Iosefină a Transilvaniei din 1769-1773 (Sectio 095), localitatea apare sub numele de „Magyar Oszeg”.

## Date geografice
Altitudinea medie: 620 m.

## Lăcașuri de cult
- Biserica „Sfinții Arhangheli", construită în 1750, un valoros monument de arhitectură populară în lemn. Are absida și pronaosul poligonale. Peste pronaos se înalță clopotnița cu foișor. Pridvorul este situat pe latura sudică. Decorație sculptată foarte bogată. Picturi murale din 1793.

## Galerie de imagini

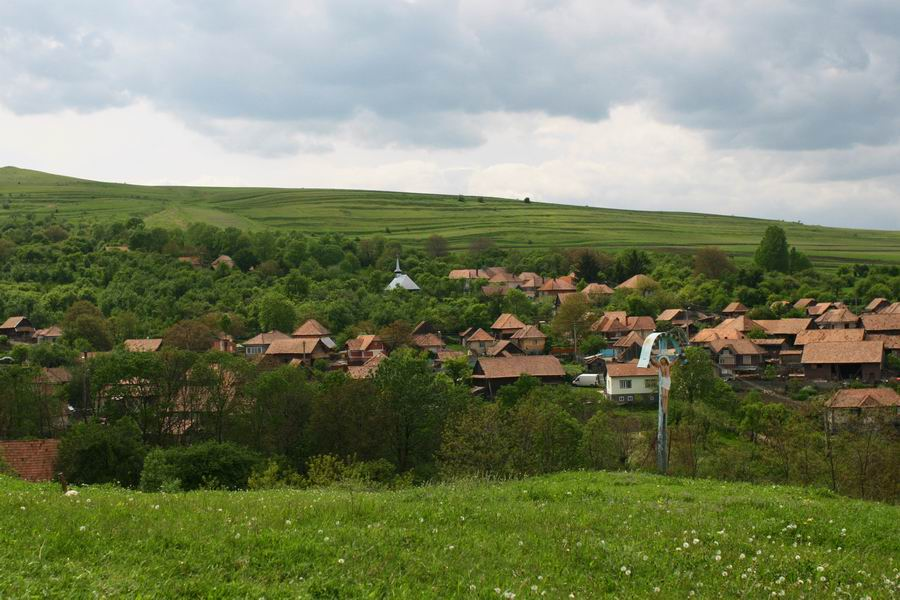
Pădureni
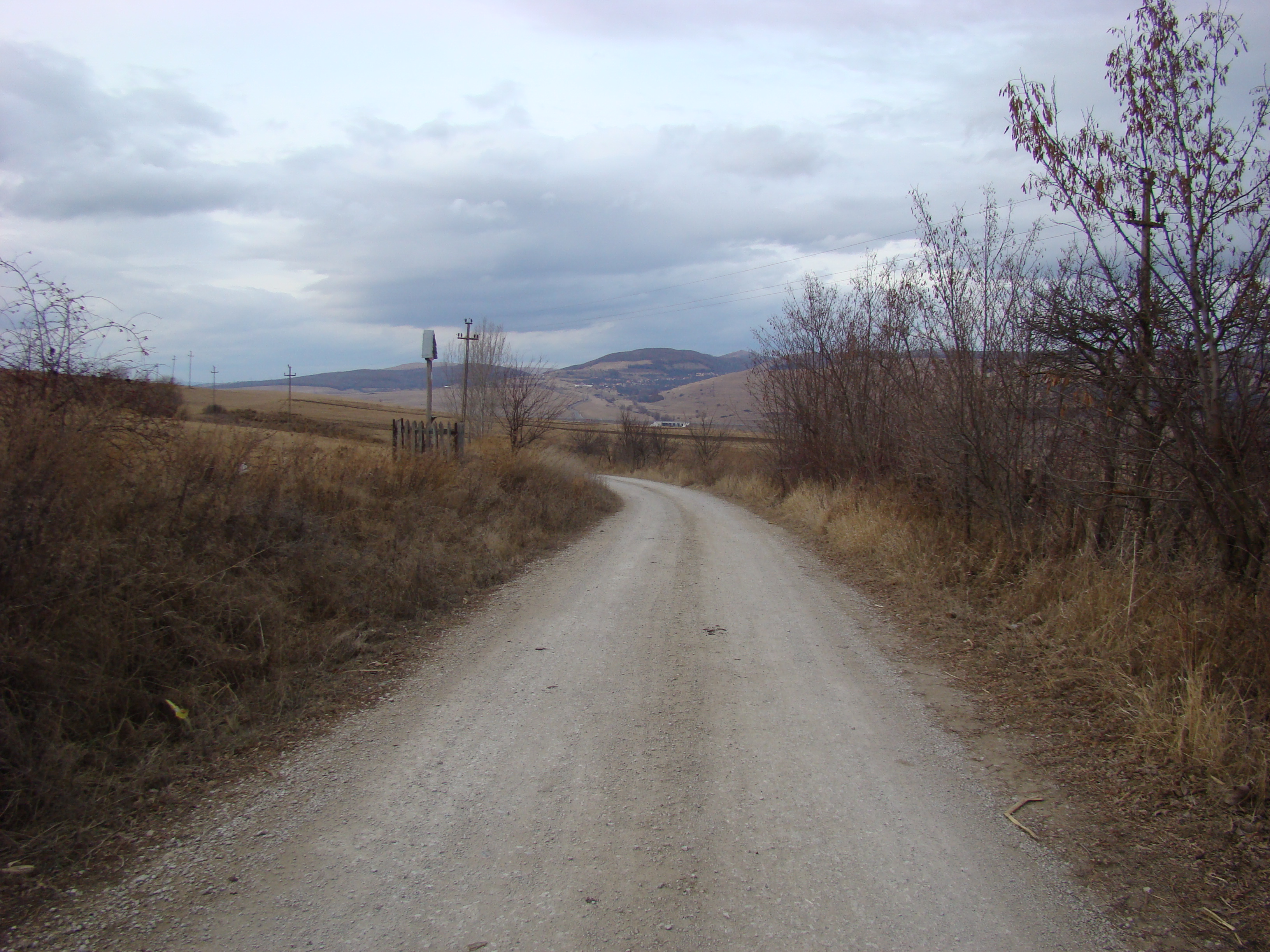
Drumul spre satul Pădureni
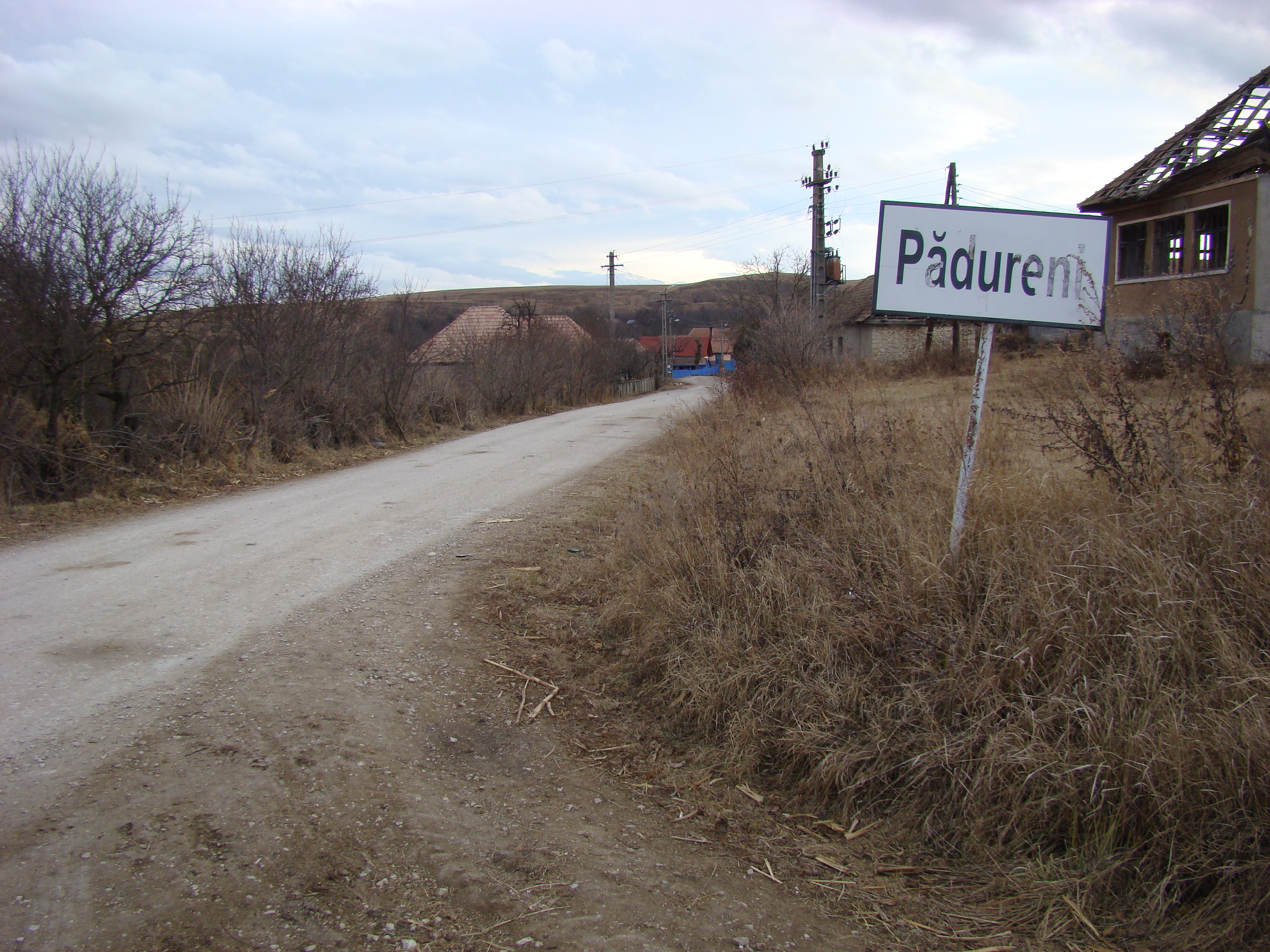
Intrarea în localitate
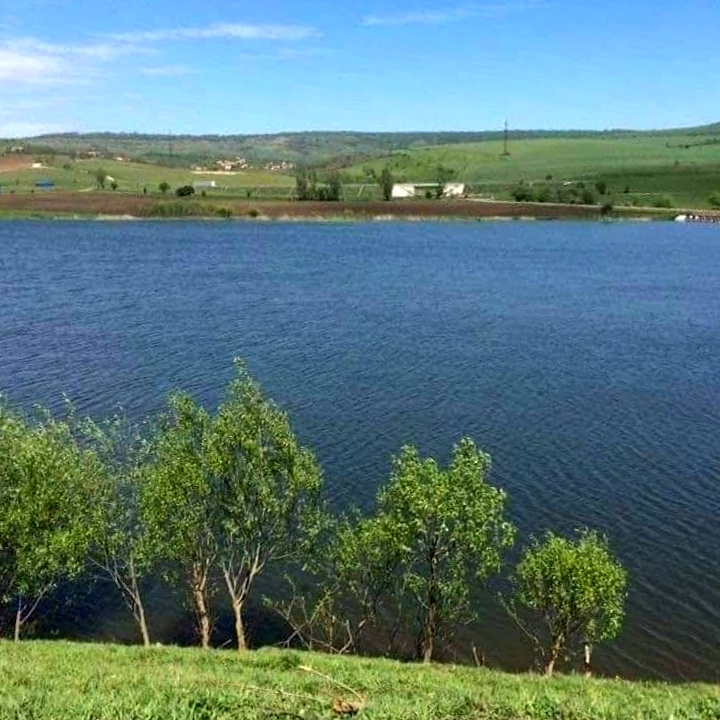
Lacul Pădureni
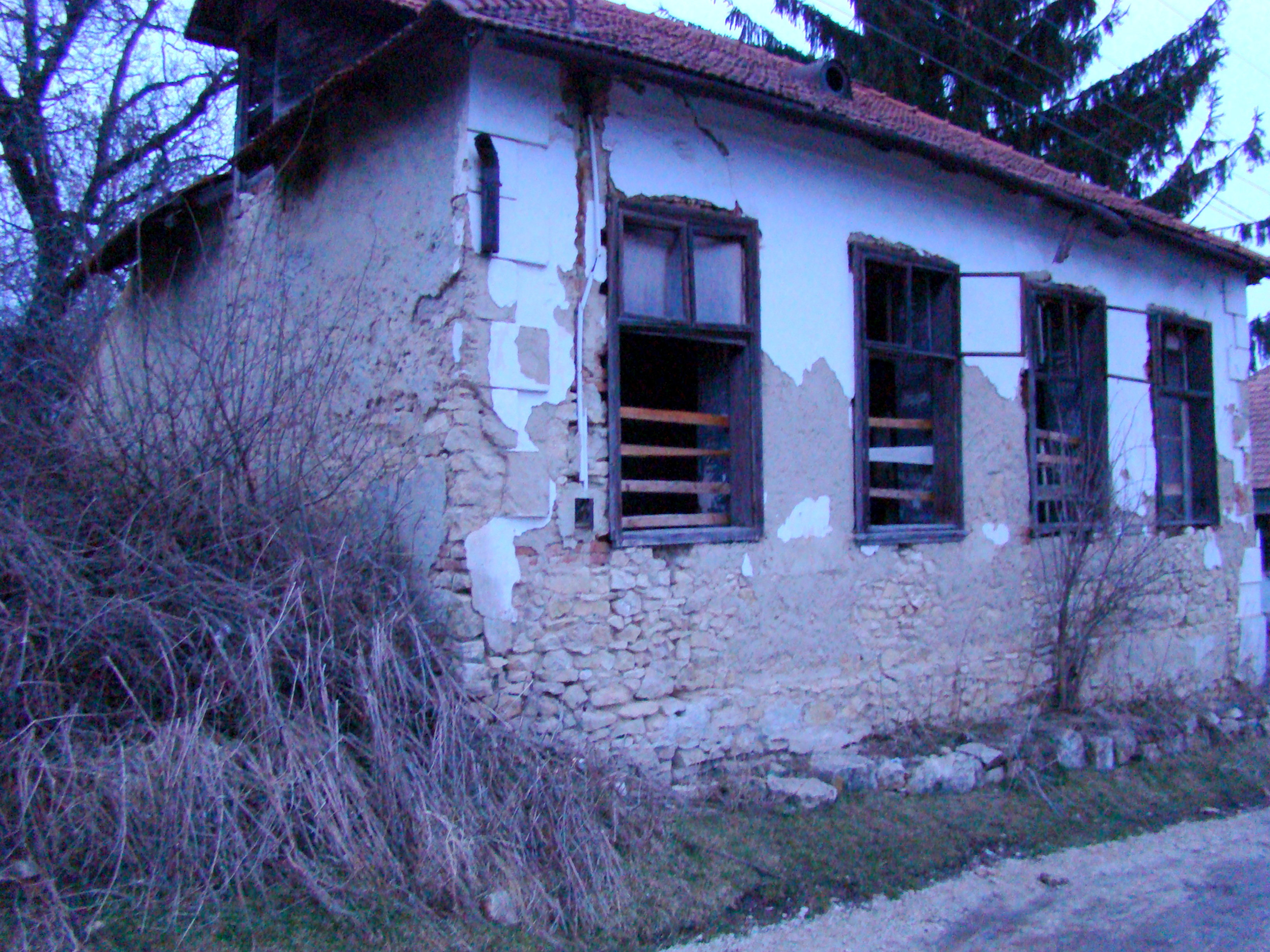
Clădirea abandonată a fostei șscoli
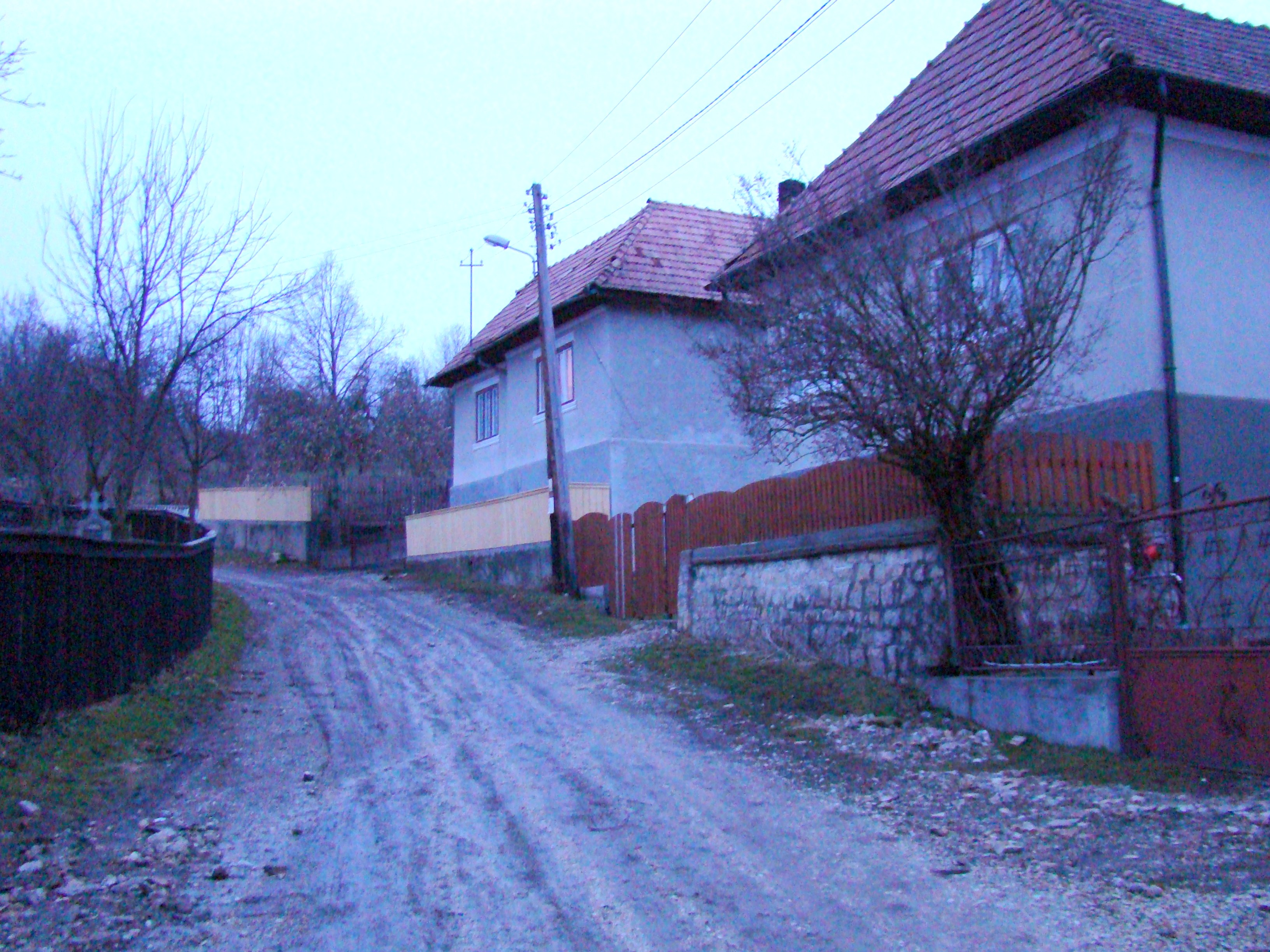
Pădureni (detaliu casă)
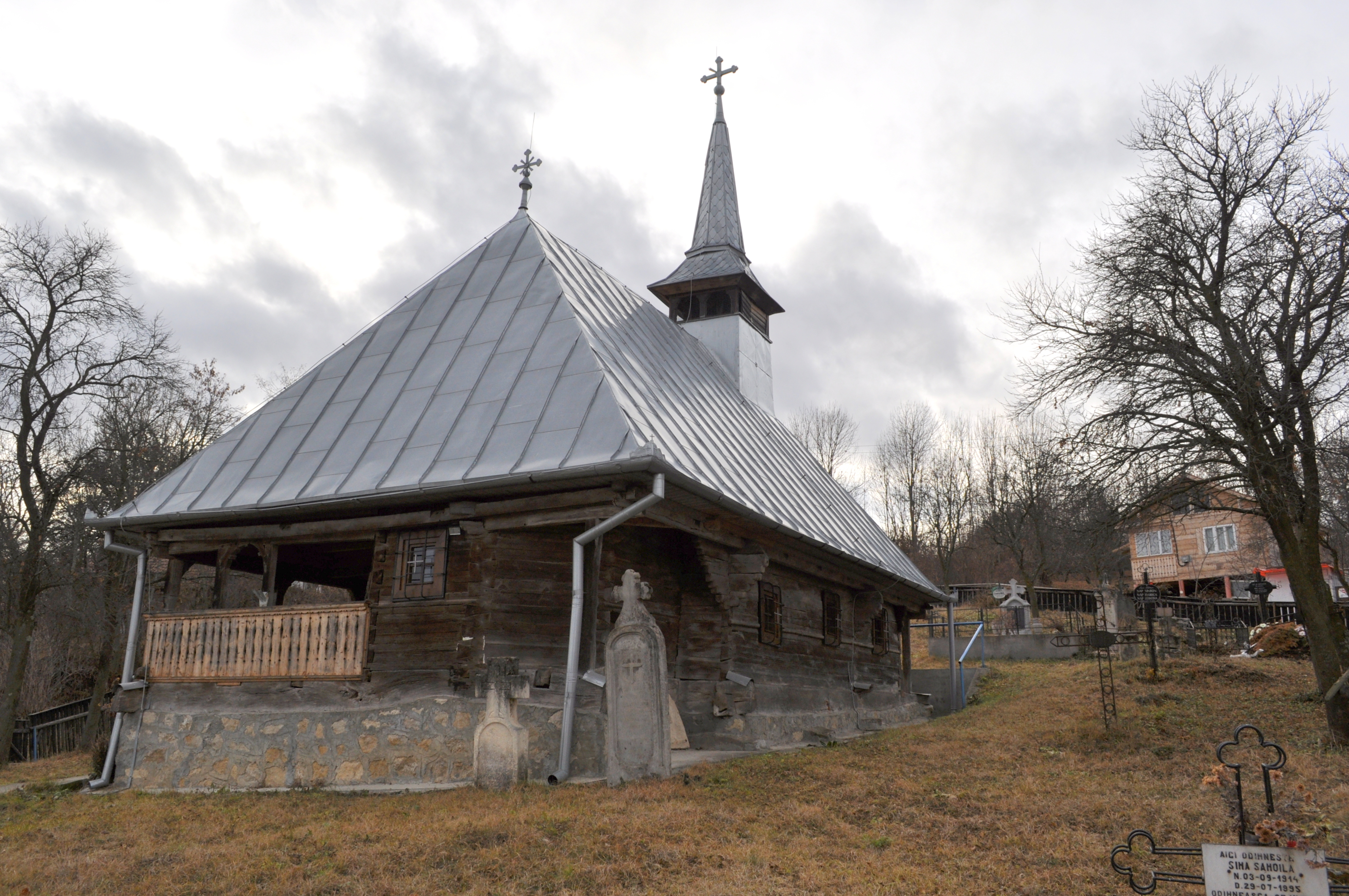
Biserica de lemn (monument istoric)
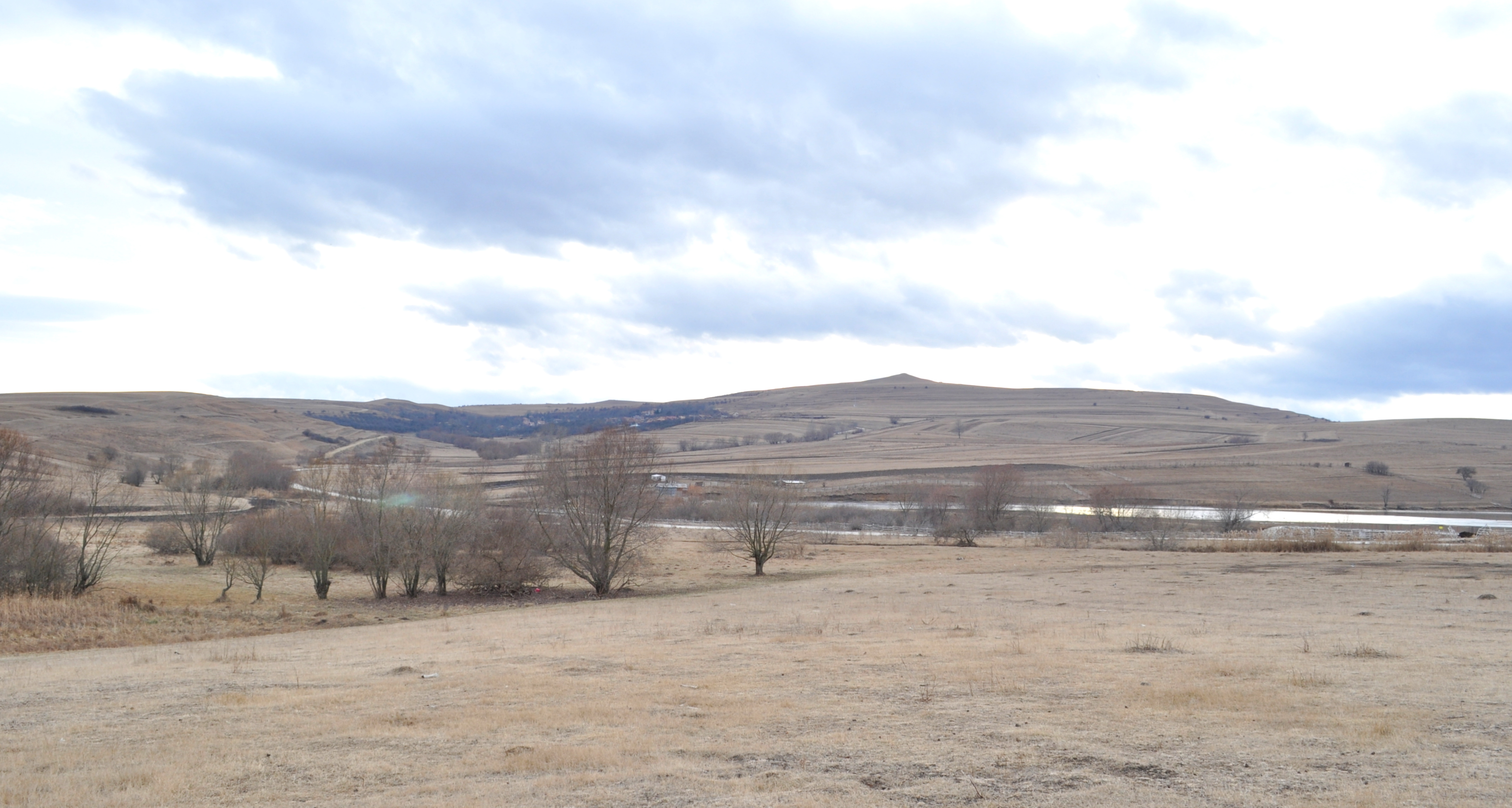